# Варденут
Варденут (вірм. Վարդենուտ) — село в марзі Арагацотн, на північному заході Вірменії. Село розташоване за 18 км на південь від міста Апаран і за 23 км на північ від міста Аштарак. За 2 км на північ, схід і південь розташовані відповідно села Арагац, Шенаван й Ара (Араі). На заході розташована гора Арагац. Село було засноване в 1827 році вірменськими емігрантами з Персії, як частина обміну населенням згідно з Туркменчайским мирним договором.